# Ford Durango
La Ford Durango è un'autovettura di tipo pick up di classe media prodotta dal 1979 al 1982 dalla casa automobilistica statunitense Ford.

## Descrizione
Sebbene abbia sostituito la Ford Ranchero (la cui produzione è terminata nel 1979), la Durango è stata progettata come concorrente della Chevrolet El Camino.
Per produrre la Durango, la Ford si è affidata al costruttore californiano National Coach Works, che ha utilizzato come base di partenza oer realizzare la vettura la carrozzeria della Ford Fairmont Futura coupé a due porte. Dietro al montante B, il tetto è stato rimosso insieme al cofano posteriore e alla zona dei sedili posteriori. Dietro i sedili, sono stati aggiunti un pianale di carico in fibra di vetro con una paratia e un nuovo lunotto dietro i due sedili anteriori. La zona posteriore sopra il paraurti è stata riprogettata e dotata di una ribaltina.
La Ford Durango era equipaggiata solo con un sei cilindri in linea derivato dalla Fairmont ed era abbinato a un cambio automatico a tre velocità.